# Struikroverij

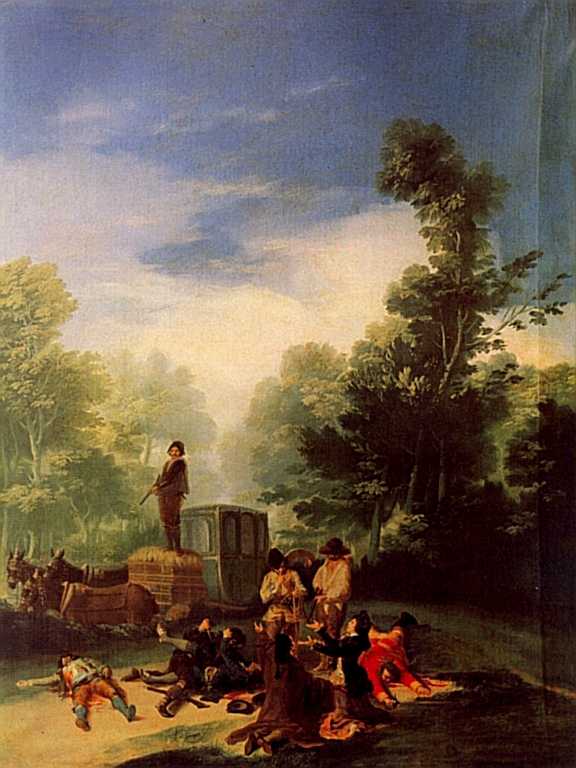
Asalto al coche (De beroving van de koets), door Francisco Goya

Struikroverij is een bijzondere vorm van diefstal met geweld. Bezwarend kan zijn dat het bij nacht gebeurt of in groep. 
Struikrovers waren rovers die met name in de 16e en 17e eeuw de wegen onveilig maakten en reizigers overvielen.
Een struikrover zou zich schuilhouden in de struiken langs de weg en plotseling daaruit tevoorschijn komen. Struikrovers waren dan ook met name te vinden in beboste gebieden waarin ze makkelijk snel konden verdwijnen met hun buit. Ze hadden er ook vaak een schuilplaats. Soms is een afgelegen gebied daar zelfs naar genoemd, bijvoorbeeld de Schobbejakshoogte bij Sint-Kruis in België.
Een ander woord voor 'struikrover' is ook wel bandiet. Dit begrip is afkomstig uit het Italiaans.
Struikrovers hadden soms een romantische uitstraling. Sommigen hadden, naar verluidt, een nobele inborst en zouden stelen van de rijken en de buit verdelen onder de armen. Een bekende Engelse struikrover was Robin Hood. De romantisering van struikrovers is overigens van alle tijden en culturen: geuzen in Nederland, de bende van Baekelandt in Vlaanderen, kleften in Griekenland, heidukken op de Balkan, Kozakken in Rusland en de Chinese roversbenden tijdens de periode der Drie Koninkrijken werden in de literatuur geromantiseerd en werden soms zelfs een deel van de nationale identiteit. Het onderscheid tussen een vrijheidsstrijder en een struikrover was flinterdun, en er vond ook vaak uitwisseling plaats tussen de groepen.
In werkelijkheid ging het er een stuk ruwer aan toe. Men stal slechts van de rijken omdat de armen de moeite niet waard waren. Hierbij werd het doden van reizigers en het verkrachten van vrouwen niet geschuwd. Daarnaast vielen ze geen reizigers aan die een (te zwaar) escorte hadden, en gingen ze confrontaties met even sterke of sterkere tegenstanders uit de weg.
De bekende Nederlandse Geuzen waren verdeeld in watergeuzen, bosgeuzen en slikgeuzen. De watergeuzen waren in feite vaak zeerovers terwijl de bos- en slikgeuzen struikrovers waren die bossen en moerassen onveilig maakten.